# FOM-Ukraina
FOM-Ukraina (em ucraniano:  ФОМ-Україна; em russo:  ФОМ-Украина) é uma empresa de sociologia política da Ucrânia. É uma joint venture de duas empresas, a FOM (Фонд "Общественное мнение"), com sede em Moscou, e o Grupo Ucraniano de Marketing (Украинской маркетинговой группы), sediada em Kiev. 
Os resultados das pesquisas executadas pela FOM que indicavam a vitória de Viktor Yanukovytch foram os únicos cuja transmissão foi permitida na televisão ucraniana durante a eleição presidencial ucraniana de 2004; todas as outras pesquisas foram censuradas.